# ТЕЦ Дахедж (RIL)
21°41′12″ пн. ш. 72°35′2″ сх. д. / 21.68667° пн. ш. 72.58389° сх. д.
ТЕЦ Дахедж (RIL) — індійська теплова електростанція у штаті Гуджарат, яка обслуговує роботу нафтохімічного майданчика компанії Reliance Industries Ltd (зокрема, тут діє велика установка парового крекінгу).
У 1996 році в Дахеджі почав роботу нафтохімічний майданчик, який спирається на самозабезпечення у питанні виробництва електроенергії та води. Перша черга заводської ТЕЦ мала потужність у 65 МВт, що забезпечували одна парова турбіна потужністю 34 МВт та одна газова турбіна типу Frame 6 (розробка компанії General Electric, яка випускалась по ліцензії численними підприємствами у різних країнах світу та мала потужність близько 30 МВт).  Відпрацьовані останньою гази потрапляли у котел-утилізатор, що виробляв теплову енергію для потреб нафтохімічного виробництва.
У середині 2010-х ввели другу чергу загальною потужністю 90 МВт, у складі якої працювали дві газові турбіни Frame 6 (з двома котлами-утилізаторами продуктивністю по 120 тонн пари на годину), а також два парові котли і одна парова турбіна.
Як паливо ТЕЦ споживала природний газ, який з 2001/2002 року надходив до Дахеджу по трубопроводу Хазіра — Дахедж. Втім, зростання цін на вуглеводні призвело до рішення доповнити енергетичне господарство майданчика електростанцією на вугіллі. Як наслідок, у 2016—2017 роках стали до ладу чотири парові котли, від яких живляться три парові турбіни виробництва BHEL потужністю по 93 МВт. Для видалення продуктів згоряння з котлів цієї станції звели два димарі заввишки 220 метрів.
Запуск вугільної черги дозволив перевести газові турбіни у резерв. При цьому наприкінці 2010-х одну газову турбіну з котлом-утилізатором демонтували та перенесли на майданчик Reliance Industries у Джамнагарі, де знаходиться найбільший у світі нафтопереробний завод.
Можливо також відзначити, що певний час існував проект переведення котлів останньої черги з вугілля на нафтовий кокс, який у великих об'ємах продукує тільки що згаданий НПЗ у Джамнагарі. Втім, у підсумку в самому Джамнагарі звели потужний завод із газифікації коксу, що навіть почав закуповувати додаткові обсяги сировини.
Технологічна вода подається на майданчик у Дахеджі із річки Нармада по трубопроводу довжиною 45 км.
Електростанція під'єднана до ЛЕП напругою 220 кВ, яка належить все тій же компанії Reliance Industries.